# Höltövényi erődtemplom
A höltövényi erődtemplom egy gótikus templomépület és a hozzá tartozó kettős várfal volt a barcasági Höltövényen. A szászok által lakott falu legelső temploma a 13. századra datálható, ez a 15. században egy gótikus csarnoktemplomnak adta át a helyét. A 15–16 században az épületet megerősítették, kettős várfallal és vizesárokkal vették körül.
A 19. században mind a középkori templom, mind az erődítmény elpusztult. Helyén ma egy neoklasszikus stílusú templom áll. A templomerődöt és a régi, gótikus templomot Andreas Altomonte 1727-es rajza örökíti meg.

## Története
Höltövényt legelőször 1377-ben említik, azonban legelső, romanika és gótika közti átmeneti stílusú temploma valószínűleg már a 13. században elkészült, tornya pedig a 14. század elejére datálható. A hagyomány szerint ciszterciek segítségével építették, és az oltárt azon a helyen állították fel, ahol egykor a Barcaföldvár és Feketehalom közötti határkő állt. A bőséges kő és faanyag (akkoriban Höltövénynek még volt saját erdeje) kedvezett a templomépítésnek. A háborús események miatt ez az első templom elpusztult.
Az eredeti épület egy gótikus csarnoktemplomnak adta át a helyét. 1400 októberében IX. Bonifác pápa búcsúengedélyt adott ki, amelyben azt is megemlítették, hogy a templomot Szent Andrásnak szentelték. A tatár betörések elleni védekezésül 1435 körül megépült a külső várfal, amely egy kápolnát is magában foglalt; a hagyomány szerint ezt gyönyörű festményekkel díszítették, és a pap állítólag itt tartotta a bort, amelyet mise alatt kiszolgált. A várfal építésekor a nyugati portált befalazták, és a toronytól északra új bejáratot törtek. A harangtornyot megerősítették, és boltozatokat, valamint egy fából készült haranglábat kapott. A templom falfestményei 1498-ban készültek el. Egy 1533-as földrengés után a tornyot ki kellett javítani, és egy méter vastag burkolatot kapott.
A reformáció alkalmával, 1542-ben a templom katolikusból evangélikussá vált, a templombelső átalakításon esett át: a mellékoltárokat eltávolították, a freskókat pedig lemeszelték. Ebben az időben (1547 előtt) egy második, belső várfalat is építettek a templom köré.
1599-ben Vitéz Mihály csapatai hat alkalommal ostromolták a templomvárat, de nem tudtak betörni. Hat héttel később visszatértek és rajtaütöttek a falun, a templomból pedig ellopták a miseruhákat, ezüsttárgyakat és oltárszobrokat. A következő évszázadban többször feldúlták és felégették a falut (1600-ban Vitéz Mihály, 1612-ben Radu Șerban csapatai, 1658-ban törökök, 1705-ben osztrákok, 1708-ban kurucok), de a templom védelmi szerepe és esetleges kárai nem ismertek.
1767-ben a templomtető alatti párkány leomlott, megölve az egyik ott dolgozó munkást, egy másikat pedig megnyomorított. 1791-ben a höltövényiek engedélyt kaptak a brassói tanácstól, hogy 100 rönköt termelhessenek ki a felsőtömösi erdőből, darabonként három forintot fizetve. Ezzel a tetőgerendát teljesen újjáépítették; ennek ellenére a templom meglehetősen leromlott állapotban lehetett, mivel az 1802-es földrengés szinte teljesen romba döntötte: csak a szentély maradt állva, de az is erősen megrepedt. Az eredeti tervek szerint a templom újjáépítése 30 ezer forintot meghaladó összegbe került volna, azonban ezt a tanács túl soknak ítélte. Végül Siegmund Rosa 17 ezer forintos tervét fogadták el, a falubeliek pedig különféle módokon segédkeztek az építkezésben (téglavetés, padok faragása). A munkálatokat Friedrich von Drauth városi mérnök felügyelte, az új templomot pedig 1807. december 10-én szentelték fel. 1838-ban egy újabb földrengés megrongálta a tornyot, ezután készült el tetőzete a mai formájában. 1883-ban a toronysisakot bádoggal vonták be.
A lőfegyverek elterjedése és a harcmodor fejlődése miatt az erődítmény a 18. század folyamán elveszítette védelmi szerepét. A tornyokat raktárnak használták, a lőréseket és szuroköntő nyílásokat befalazták. 1848-ban az egyik tornyot lebontották, hogy felépítsék az új községházát, 1867-ben feltöltötték a vizesárkot. 1894–1895-ben az egész templomvárat (mindkét kerítőfalat és a megmaradt tornyokat) lebontották, hogy ott építsék fel az új iskolát és a báltermet. Ez volt az utolsó erdélyi templomerőd, amelyet településrendezési célból lebontottak: Emil Sigerus szász történész és etnográfus közbenjárására az állami műemlékvédelmi hatóság ettől fogva megtiltotta a templomerődök bontását.
A parókiaépület 1820 körül épült, miután a régi 1817-ben leégett; jelenlegi formáját 1926-ban nyerte el. 1831-ben nyitották meg az új evangélikus temetőt, a falu délkeleti részén, a jelenlegi George Coșbuc utcában (korábban a szászok a templomban, a templomudvarban és a falakon kívül temetkeztek), 1896-ban déli irányba bővítették. A temetőben kápolna is áll, a központi sírhelyeket kriptasorok vették körül.
1910-ben a templomot újrafestették. 1928-ban a keleti részen emlékművet helyeztek el az első világháborúban elhunyt szászok emlékére. 1938-ban készült el a nyugati bejárat fölötti árnyékvető tető (ezt később elbontották) és a bejárathoz vezető lépcsők, 1957-ben pedig a templomot körbevevő fémkerítés. 1965-ben villámcsapás miatt a toronysisak és az óramű javításra szorult. 1975–76-ban Gisela Richter restaurálta az oltárt. A 20. század második felében és a 21. század elején az épületet többször felújították, kijavították, kifestették; a 21. század elején jó állapotban van. Az evangélikus temető sírhelyeit 2018-ban megszüntették, a helyet parkosították, azonban a kriptasorok és a kápolna megmaradt.

## Leírása

### A templomépület
A szentély alapja 10,8 x 8 méter, a csarnoké 24 x 16,5 m. A diadalív falai 1,5 m vastagok. A régi alapfalakat részben felhasználták az építéshez. Három pár pillér támasztja a lunettás, csúcsíves hordóboltozatot. A déli bejárat fölött Höltövény címere, buzogányt és globus crucigert tartó hős látható. A középkori templomból fennmaradt a nyugati portál és a torony alsó része, továbbá egy kőfaragó jelével ellátott zárókő.
A keresztelőkút és a biedermeier stílusú szószék 1807-ben készült, a templomban pedig két sírfeliratot őriznek 1810-ből és 1816-ból. Három oldalon fából készült galériák vannak. Első orgonáját 1709-ben vásárolták. 1785-ben egy új, Johannes Prause által készített orgonát állítottak fel, azonban ez elpusztult a földrengésben. 1808-ban a barcarozsnyói Johann Thois új orgonát épített a Prause-orgona egyes részeinek felhasználásával. 1839-ben az orgonát újjáépítették.
A toronyban levő egyik harangon latin felirat és az 1434-es évszám látható, ez a legrégebbi harang a Barcaság területén. Felirata O Rex glorie o Ihesu Criste miserere nostri, Rex Israel veni cu pace. Anno Domini 1434. Höltövénynek 1527-ből, 1577-ből, 1674-ből és 1874-ből származó harangjai is voltak, azonban ezeket elvitték a háborúba. 1923-ban három új harangot vásároltak.

### Oltára

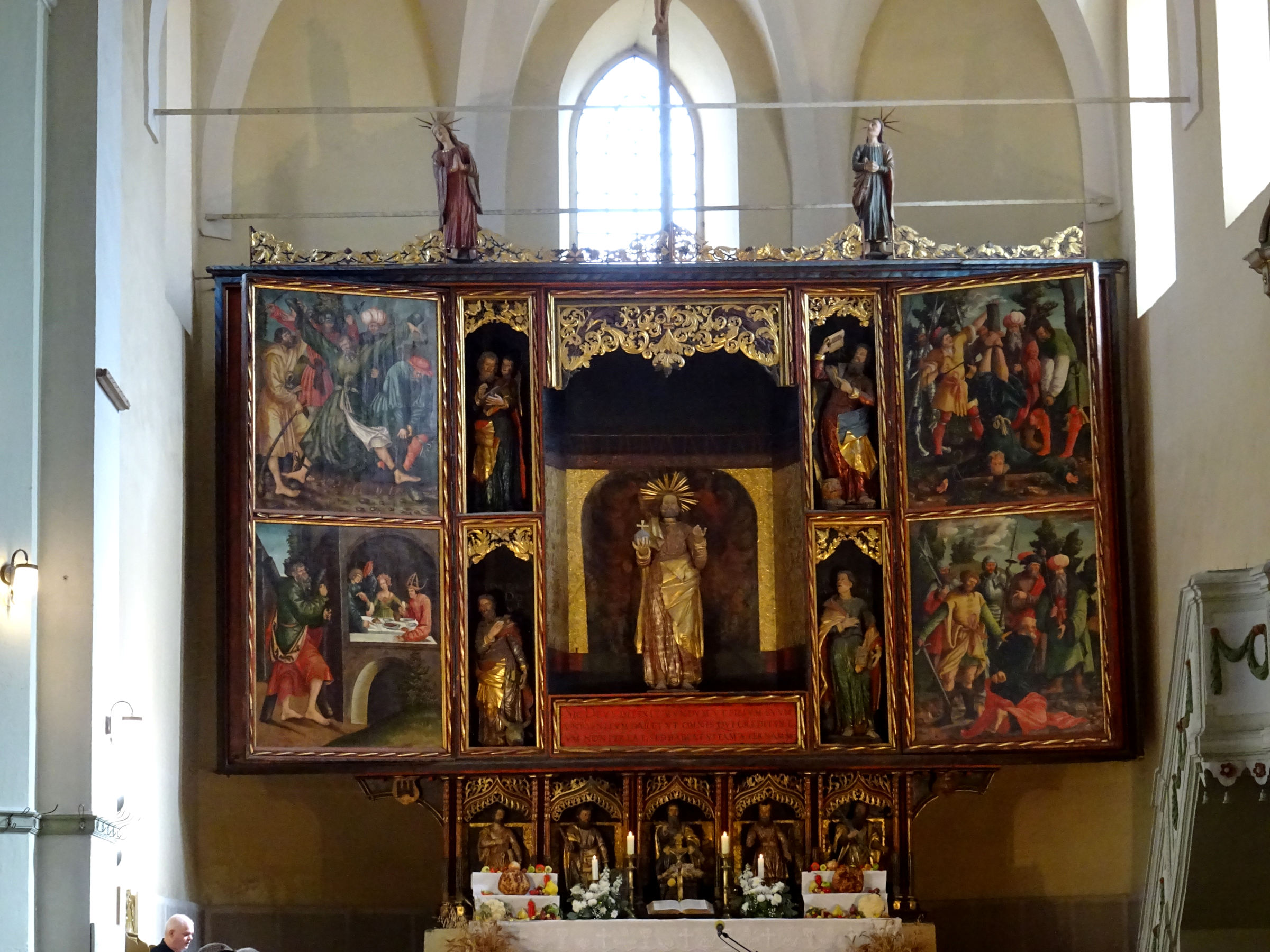
A nyitott oltár

1528 körül készült szárnyas oltára 4,78 m magas és 7,70 m széles (ezzel az egyik legnagyobb Erdélyben); monumentalitásával és a színek élénkségével lenyűgöző látványt nyújt. Analógiája az Albrecht Altdorfer-féle Sebastian-oltár Sankt Florian kolostorában (1516–1518). Gernot Nussbächer szerint a viszonylag kisméretű höltövényi közösség azért tudott egy ilyen lenyűgöző oltárt készíttetni, mert a helyi pap, Johannes Schirmer, az egyik leggazdagabb brassói kereskedő fia volt, és a kereskedő támogatta az egyházközséget.
Az oltárasztalon (menzán) egy öt fülkével rendelkező predella áll; fölötte emelkedik a központi oltárfülke, amelyet két festett állószárny és két mozgatható, mindkét oldalról festett szárny szegélyez. Az oltárfülkékben lévő szobrokat valószínűleg a táblákkal egy időben állították fel. A központi, 3,4 x 2,1 méter nagyságú fülke Krisztust ábrázolja földgömbbel és kereszttel a kezében, mellette négy fülkében pedig a négy evangélista szobra van. A predella öt fülkéjében balról jobbra Péter, Mózes, Ábrahám, Áron, és Pál szobrai állnak.
Amikor a szárnyak nyitva vannak, a tizenkét tábla közül négy látható, ezek közül három mártírságot ábrázol: András apostol keresztre feszítése, Péter keresztre feszítése, és az idősebb Jakab lefejezése. A negyedik, bal alsó táblán András apostol, a templom védőszentje látható, amint leleplezi az ördögöt, aki egy fiatal nő képében próbál elcsábítani egy püspököt. A hétköznapi (csukott) formában nyolc tábla látható, melyek a passió ciklusát ábrázolják: Getszemáni-kert, elfogás, vallatás, korbácsolás, töviskoronázás, Ecce homo, kereszthordozás, keresztre feszítés.
Orbán Balázs feljegyez egy legendát: a reformáció alkalmával a szászok kidobtak egy szárnyas mellékoltárt, és a Mária-oltárszobor megszólított egy ott elhaladó menasági székelyt, hogy vigye el az ereklyét a menasági katolikus templomba. Georg Schuller lelkész utánajárt a legendának, és megbizonyosodott, hogy a menasági templom feljegyzései szerint az ottani oltár valóban Höltövényről származott, azonban 1912-ben elszállították a Magyar Nemzeti Galériába.

### Az erődítmény
Elsőként, 1435 körül a külső, szabályos téglalap alaprajzú várfal épült meg. A falak magassága 4-6 méter, szélessége fél méter volt, sarkain négy toronnyal erődítve. A körülötte levő vizesárkot a helyi Újárok patakból (Neugraben, Vulcănița) bármikor fel lehetett tölteni. A falubelieknek tilos volt az erődtől 50 méteren belül házakat építsenek, hogy ne akadályozzák a várvédőket egy harc esetén, a támadók pedig ne tudjanak fedezékbe vonulni, vagy pedig az erődöt fenyegető tüzet okozni.
A belső, szabálytalan alaprajzú fal 1547 előtt készült, magassága 9 méter, vastagsága 1,7 méter volt. Két toronnyal erődítették, melyek közül egyik a szerzetesek egykori lakhelyére épült. A toronyra is emeltek egy karzatot, ahonnan az íjászok lőhették az ellenséget. A templomudvarból egy hosszú, kapukkal ellátott átjáró vezetett a két kerítőfal közötti zwingerbe, e folyosó felett voltak a községházaként használt szobák. Mind a külső, mind a belső várfalhoz kamrák csatlakoztak, ahol a szászok tartották az értékeiket és az élelmet. Miután az erőd elveszítette védelmi szerepét, a tornyokat is raktárrá alakították. 1894–1895-ben mindkét várfalat lebontották.

## Képek

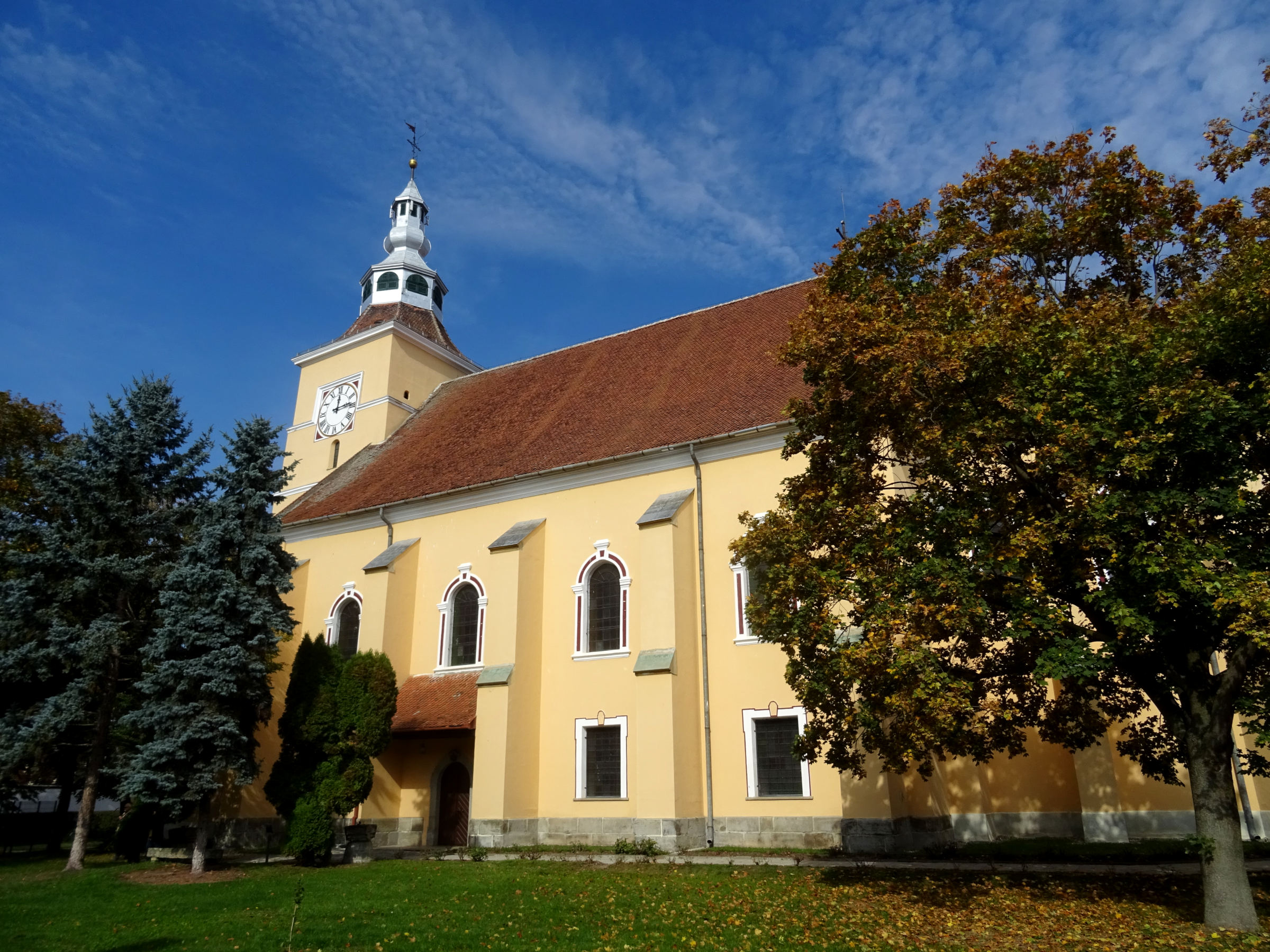
A 19. századi templom
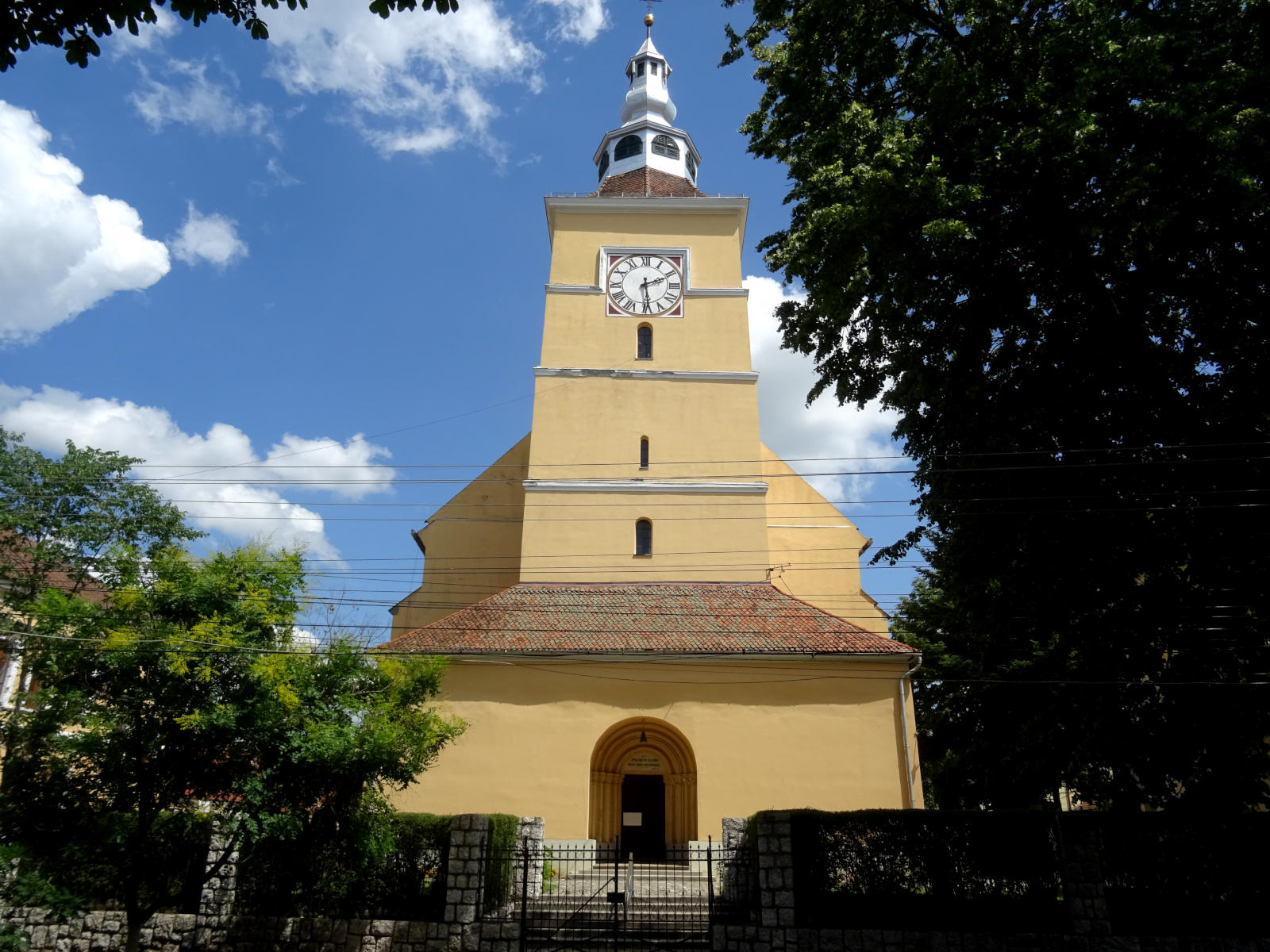
Tornya
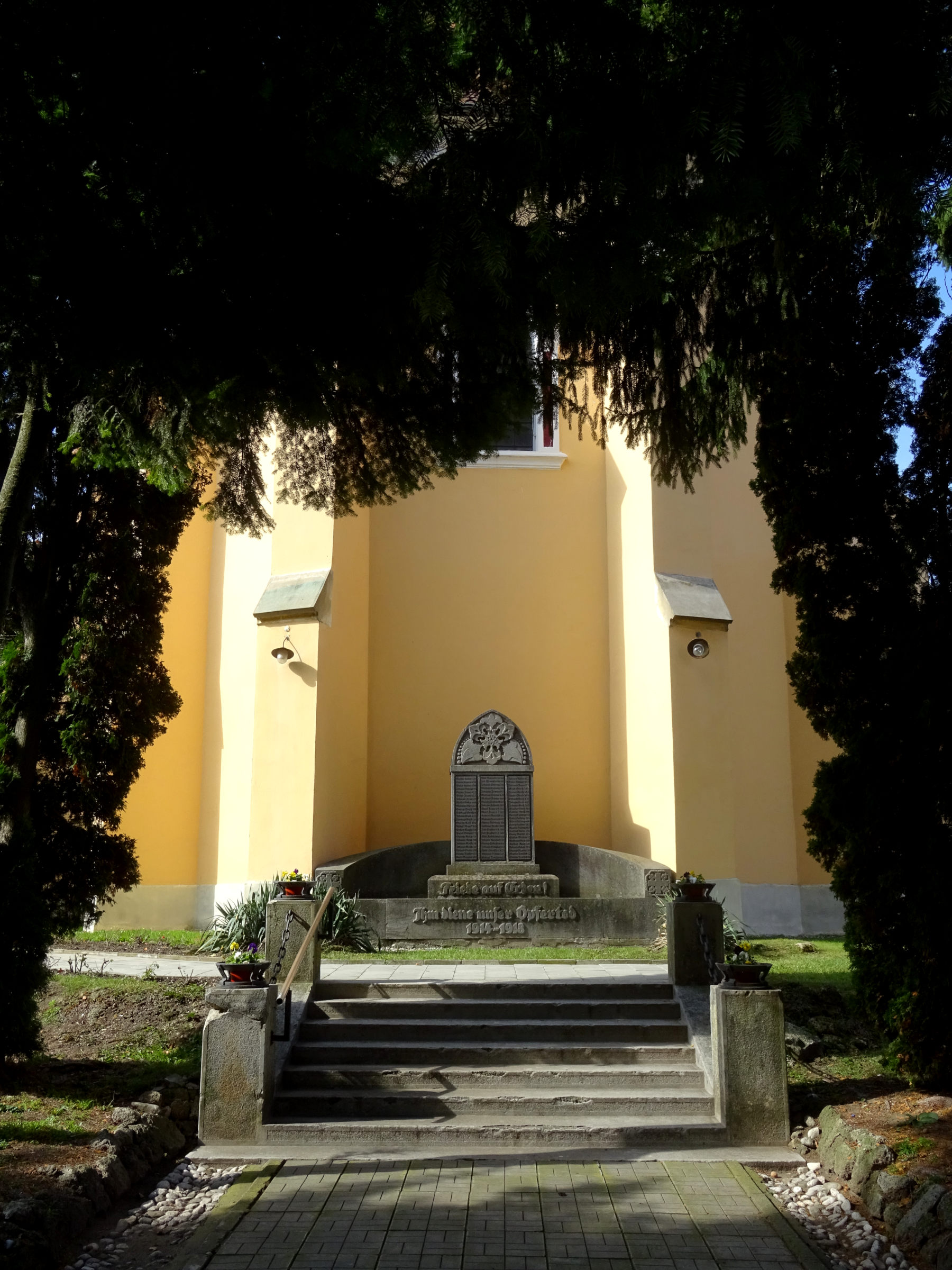
Emlékmű a háborúban elesetteknek
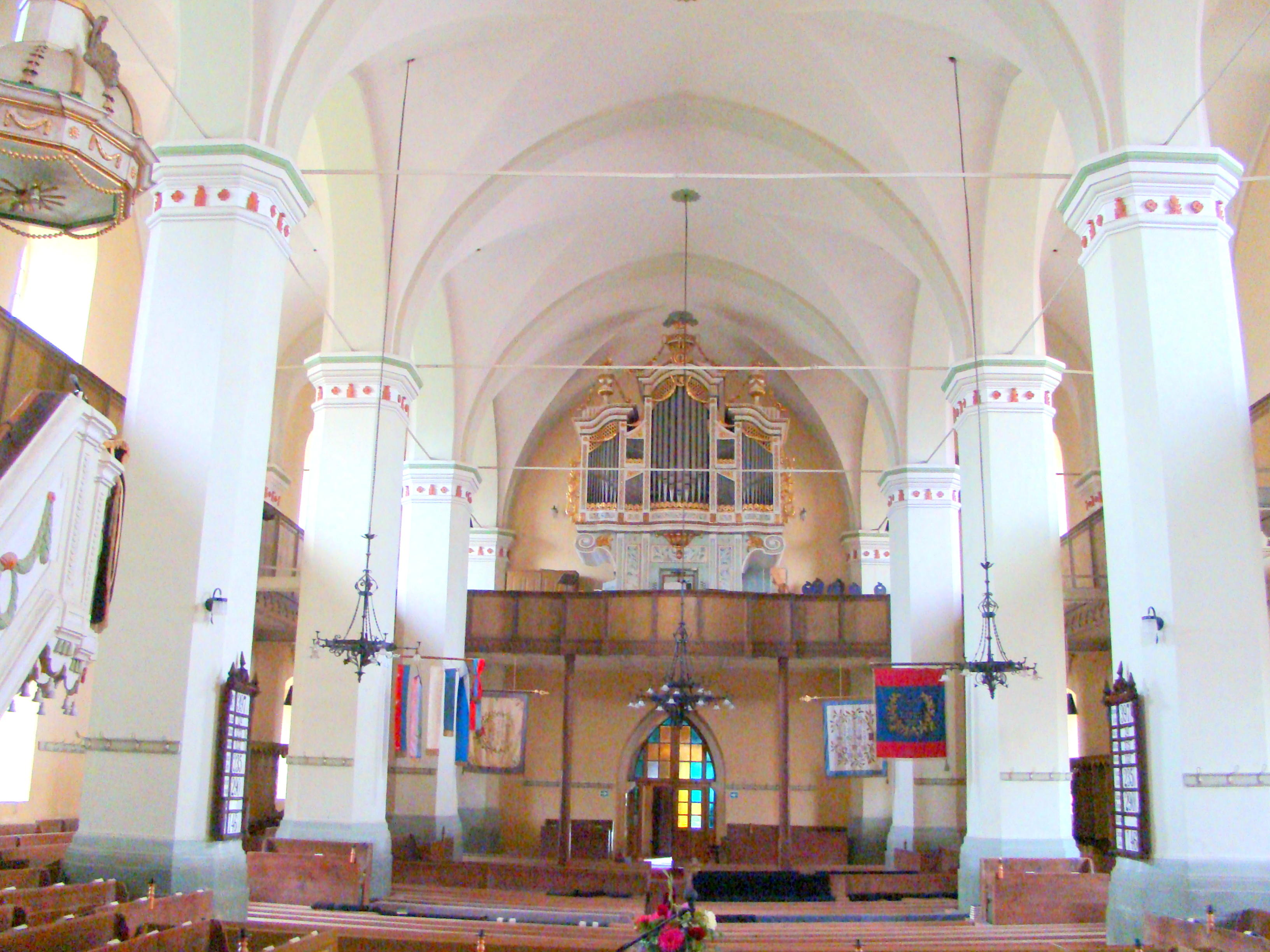
A beltér és az orgona
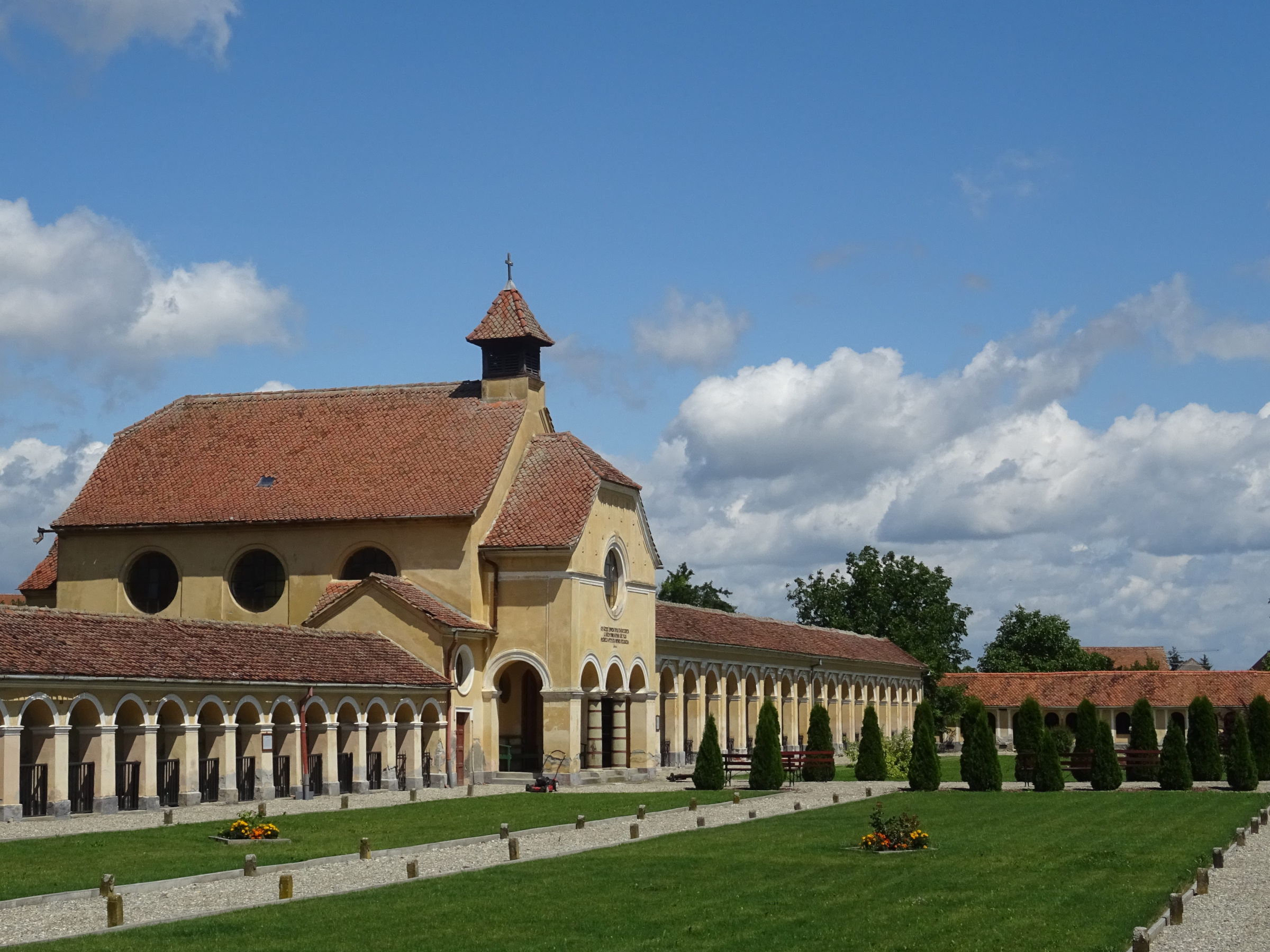
Az evangélikus temető a falu délkeleti részén